# Колонізатори (гра)
Ката́н (нім. Die Siedler von Catan, англ. Catan) — настільна єврогра, створена Клаусом Тойбером.
Також відома під коротшими назвами Поселенці (Колоністи). Вперше видана 1995 року в Німеччині видавництвом Franckh-Kosmos Verlags-GmbH & Co. (Kosmos). Українською настільна гра Catan та її доповнення вийдуть від видавництва настільних ігор Rozum в травні 2025 року . 14 травня 2025 року офіційно вийшла у видавництва Rozum 

## Правила
Базова гра розрахована на 3 або 4 гравців.
Гравці представляють собою поселенців, котрі висадилися на безлюдний острів. На острові є 5 ресурсів: «Дерево», «Цегла», «Вовна», «Збіжжя» та «Руда». Ресурси дають можливість виробляти необхідні для заселення споруди: «Дорога», «Селище» і «Місто».
Метою кожного гравця є набір Переможних очок (пунктів). Очки даються за будівництво селищ і міст, а також за найдовшу дорогу і найбільшу армію. Детальніше див. #Кінець гри.

### Створення ігрового поля
Перед грою необхідно створити ігрове поле. Поле складається з шестикутного острова, оточеного морем. Острів будується з 19 заздалегідь перемішаних шестикутних клітинок-плиток суші. Клітинки «суша» бувають 5 типів ландшафту — див. #Ресурси.
Потім острів оточується 6 довгими плитками «мо́ря». Морські клітинки бувають двох типів: «гавань» (див. #Порти) і власне «Море». 
На картку «Пустеля» ставиться фішка розбійника.
Далі на кожну картку «Суша» (крім «Пустелі») кладеться жетон з номером від 2 до 12. На звороті жетонів нанесені букви абетки: якщо викладати жетони по спіралі в абетковім порядку, то розподіл „урожайності“ ґарантується більш-менш рівномірним (жетони «6» і «8» ніколи не будуть межувати між собою).
Альтернативно можна згенерувати ігрове поле на смартфоні проґрамою Better Settler для ще рівномірнішого розподілу ймовірностей зібрати врожай.

### Ресурси і споруди
У грі є 5 типів ресурсів («Дерево», «Цегла», «Вовна», «Збіжжя» та «Руда») і 3 типу будівель («Дорога», «Селище» і «Місто»). Ресурси потрібні для купівлі будівель і карток розвитку (див. #Картки розвитку).
Вартість придбання:
- «Дорога» = «Дерево» + «Цегла»;
- «Селище» = «Дерево» + «Цегла» + «Вовна» + «Збіжжя»;
- «Місто» = дві картки «Збіжжя» + три картки «Руда»;
- «Картка розвитку» = «Вовна» + «Збіжжя» + «Руда»

Селища й міста будуються на межі трьох плиток ландшафту («Суші» чи «Моря») і дозволяють отримувати відповідні клітинкам ресурси.
Дороги будуються уздовж меж клітинок «Суша» і дозволяють будувати нові селища — нове селище можна побудувати тільки в місці, з'єднаному дорогами з уже існуючим вашим селищем чи містом.
На місці, зайнятому селищем, містом або дорогою, не можна побудувати інше селище або дорогу.
Крім цього, існує обмеження на мінімальну близькість селищ і міст: селище не можна побудувати в точці, що знаходиться в безпосередній близькості (1 сторона шестисторонньої клітиннки «Суша») від уже наявного селища чи міста, незалежно від того, кому належить це селище або місто.

### Початок гри
Після збору ігрового поля починається гра:
1. Кожен гравець отримує по дві дороги і два селища свого кольору.
2. Починає гравець, який викинув більшу суму двома кубиками.
3. Гравець розміщує на острові Катані одне своє селище й одну прилеглу до нього дорогу.
4. Потім інші гравці за годинниковою стрілкою роблять те ж саме.
5. Поставивши селище та дорогу, останній гравець тут же ставить своє друге селище та прилеглу до нього дорогу.
6. Решта гравців роблять те ж саме проти годинникової стрілки.
7. Поставивши друге селище, гравець отримує стартовий капітал — по одній картці кожного ресурсу, з яким межує друге поставлене ним селище.

### Хід
Хід ділиться на фази :
1. (необовʼязково) Розіграш однієї купленої карти розвитку;
2. Кидок пари кубиків;
3. (необовʼязково) Фаза будівництва та торгівлі.

#### Кидок кубиків
Гравець кидає пару кубиків, сума випалих на них чисел складається, і клітинки під таким номером приносять відповідні ресурси гравцям, хто має на них селище або місто. Кожне поселення приносить одну картку ресурсу, місто — дві. 
У разі випадання суми 7 — ресурси не приносяться, див. #Розбійник.
(Картку розвитку «Лицар» буває вигідно зіграти до кидка.)

#### Фаза будівництва
Під час фази будівництва й торгівлі гравець (гравиця) може:
- Мінятися ресурсами:
  - в „банку“ за курсом 4:1 (за чотири однакових картки ресурсів гравець може купити одну бажану картку ресурсу);
  - в гавані загального призначення за курсом 3:1 (при наявності селища або міста в кутку клітинки «Гавань» гравець за три однакових ресурси може купити один бажаний ресурс);
  - в спеціалізованій гавані за курсом 2:1 (при наявності селища або міста в кутку картки «Гавань» гравець за два намальваних на гавані ресурси може купити один бажаний ресурс);
  - з іншими гравцями — за домовленістю;

Увага: обмін може проводитися тільки з гравцем, чий зараз хід.
- Будувати споруди за наявні у нього (чи неї) ресурси, при наявності можливості для будівництва, тобто невитраченої фішки («Дорога», «Селище» або «Місто») і місця на карті, на якому можна будувати:
  - для будівництва дороги необхідно мати місце на карті, не зайняте іншою дорогою і прилегле до вже побудованої дороги, селища або міста цього гравця;
  - для будівництва селища необхідно мати місце на карті, не зайняте іншим селищем або містом і віддалене від інших поселень і міст більш ніж на одну сторону клітинки «Суша»;
  - для будівництва міста (точніше — трансформації селища в місто) необхідно мати селище;
- Купляти картки розвитку;
- Грати картку розвитку, куплену не в цьому ході — і не більше однієї картки за цей хід:
  - (Як виняток, лише картку «Переможне очко» можна розіграти в будь-який хід);
  - Г.

Будувати й мінятися можна знов і знов у будь-якому порядку багато разів, поки гравець хоче й може це робити.
Після закінчення ходу чергу переходить до наступного гравця (за годинниковою стрілкою).

### Розбійник
Викинувши 7 у сумі на парі кубиків, гравець провокує напад розбійників на острів. Ця подія відіграється в такому порядку:
1. Всі гравці, у кого на руках є більше 7 карток ресурсів, здають половину (округлено вниз) в „банк“;
2. Гравець, який викинув 7 на кубиках, мусить переставити фішку «Розбійник» на іншу клітинку «Суша»;
3. Гравець може витягнути одну картку ресурсу у одного з гравців (на вибір граючого), що має поселення або місто на цій картці;

Увага: поки на клітинці «Суша» стоїть розбійник, вона не приноситиме нікому ресурсів.
Далі гравець переходить до фази будівництва та торгівлі, описаної вище.

### Кінець гри
Гра закінчується, коли один з гравців набирає 10 Переможних очок.
- Одне очко нараховується за кожне своє селище.
- Два очки нараховується за кожне своє місто.
- Два призових очки присвоюються гравцем, який збудував дорогу довжиною в 5 сегментів. Ці призові очки перейдуть до іншого гравця, якщо той побудує дорогу довше.

Увага: дорога вважається розбитою на дві незалежні шматки, якщо на ній побудовано чуже місто чи селище.
Увага: в разі рівності довжин двох доріг, два очки отримає гравець, хто перший побудував найдовшу дорогу.
- Два призових очки присвоюються гравцеві, хто виставив армію із 3 лицарів. Аналогічно, ці очки перейдуть іншому гравцеві, якщо у того виявиться більше виставлених лицарів.

Увага: як і у випадку доріг, в разі рівности сил двох військ, два очки отримає той, хто перший набрав більшу кількість лицарів.
- Одне очко нараховується за кожну активовану картку розвитку «Проґрес / Переможне очко».

### Картки розвитку
Під час фази будівництва гравець має право купляти картки розвитку. Картки розвитку перемішуються перед початком гри так, що гравець не знає, яку саме картку він купує. Картка розвитку може бути розіграна в будь-який момент ходу гравця, але не більше однієї за хід. Картка розвитку не може бути зіграна в той же хід, коли й куплена (виняток: картку «Переможне очко» можна зіграти в той же хід, коли вона куплена).
Картки розвитку бувають 5 типів:
- «Лицар». Зігравши картку «Лицар», гравець повинен переставити фішку «Розбійник» на іншу клітинку «Суші» й можна витягнути картку ресурсу в одного з гравців, хто має селище або місто на цій клітинці;

Увага: на відміну від викидання 7 кубиками, розіграш картки «Лицар» не накладає обмеження на максимально можливу кількість карток ресурсів на руках у гравців.
Увага: дозволяється зіграти картку розвитку до кидка кубиків. Це єдина дія, що можна робити під час свого ходу до кидка кубиків. Зіграна карта Лицаря залишається лежати горілиць. Її не можна використати вдруге. Перший гравець, хто виклав трьох Лицарів, отримує призову карту «Найбільша армія», яка прирівнюється до двох Переможних очок. Якщо інший гравець вводить в гру більшу кількість Лицарів, карта «Найбільша армія» переходить від колишнього власника до нового.
- «Проґрес / Монополія». Граючи цю картку, гравець оголошує один тип ресурсу. Решта гравців повинні віддати йому всі свої картки ресурсів цього типу;
- «Проґрес / Будівництво дороги». Хто застосовує цю картку, може безкоштовно побудувати дві дороги;
- «Проґрес / Рік достатку». При активації цієї карти, гравець отримує з „банку“ дві картки ресурсів на свій вибір;
- «Проґрес / Переможне очко». Ці картки дають 1 Переможне очко.

За один хід можна зіграти не більше однієї картки розвитку (крім «Переможних очків»). Отримані картки зберігаються гравцем в закритому вигляді. Будучи зіграної, картка розвитку вибуває з гри і залишається лежати відкритою.

### Вміст коробки базової версії
- Правила гри
- 19 гексів Суші:
  - Ліси     (4 гекса)
  - Пасовища (4 гекса)
  - Ріллі    (4 гекса)
  - Пагорби  (3 гекса)
  - Гори     (3 гекса)
  - Пустеля  (1 гекс)
- 6 Морських частин з 9 гаванями
- 95 карт Сировини (по 19 кожного виду):
- 25 карт розвитку:
  - Лицар (14 штук)
  - Прорив (6 штук): 2 карти будівництва 2 доріг, 2 карти взяття будь-якого ресурсу, 2 карти монополії на сировину
  - Переможні очки (5 штук)
- 4 карти ціни будівництва, 2 призові карти:
  - Найдовша дорога
  - Найбільша армія
- Ігрові фішки (чотирьох кольорів):
  - 16 міст
  - 20 селищ
  - 60 доріг
- Фішка «Розбійник»
- 18 номерних жетонів
- 2 кубики

## Розширення гри

### Розширення на 5-6 гравців
Розширення на 5-6 гравців є додатковий набір карток «Суша» і «Море», що збільшують острів, а також набір фішок для п'ятого та шостого гравця.

#### Кардинальна відмінність розширення на 5-6 гравців
Відмінність від оригінальної гри полягає в тому, що після закінчення фази будівництва гравця, який кинув кубики, настає не новий хід, а фаза спрощеного будівництва всіх гравців за годинниковою стрілкою. Під час цієї фази гравці можуть тільки будувати або купувати картки розвитку, але не можуть торгувати (крім як з активним гравцем) і розігрувати картки розвитку.

#### Вміст коробки
- Правила гри
- 11 гексів Суші:
  - Ліси     (2 гекси)
  - Пасовища (2 гекси)
  - Ріллі    (2 гекси)
  - Пагорби  (2 гекси)
  - Гори     (2 гекси)
  - Пустеля  (1 гекс)
- 4 Морських частин розміром в 1 гекс
- 25 карт Сировини (по 5 кожного виду)
- 9 карт розвитку:
  - Лицар  (6 штук)
  - Прорив (3 штук): 1 карта будівництва двох доріг, 1 карта взяття будь-якого ресурсу, 1 карта монополії на сировину
- 2 карти ціни будівництва
- Ігрові фішки (двох додаткових кольорів):
  - 8 міст
  - 10 селищ
  - 30 доріг
- 28 номерних жетонів (на заміну жетонам основної гри):
  - по 2 жетона номерів 2 і 12
  - по 3 жетона номерів 3,4,5,6,8,9,10,11

### Джунґлі
Розширення «Джунґлі» в даний час є частиною більшості продаваних базових версій.
Відмінність від оригінальної гри полягає в заміні картки ігрового поля «Пустеля» на картку «Джунглі». В ході гри гравці можуть досліджувати Джунглі і здійснювати корисні відкриття. Коли на кубиках випадає число, рівне номеру жетона, лежачого на гекса Джунглі, кожен гравець, що володіє селищами або Містами на розі цього шестикутника відправляється робити «відкриття». Як і у випадку з ресурсами — Селища приносять по одному «відкриттю», а Міста по два.
«Відкриття», на відміну від інших ресурсів не зображуються картками і не входять до складу гри, для них треба використовувати підручні засоби (наприклад, ґудзики або монети). Їх не можуть викрадати розбійники, на них не поширюється дія Монополії або Винаходи, їх не можна обмінювати при торгівлі. «Відкриття» допомагають при покупці карт Розвитку: кожна з фішок може замінити будь-який необхідний для покупки цієї карти ресурс. При покупці карти Розвитку може бути використано від 1 до 3 фішок. Приклад: гравець може купити карту Розвитку за 1 Руду і 2 фішки Відкриттів або за 1 Вовна, 1 Збіжжя і 1 фішку Відкриття.

### Велика ріка
Розширення «Велика ріка» також в даний час є частиною більшості продаваних базових версій.
Відмінність від ориґінальної гри полягає в заміні під час створення ігрового поля карток «Вугілля», «Дерево» і «Пустеля» на потрійну картку «Річка», верхня частина з якої представляє гору, середня ліс, нижня — золоту копальню. Упроваджується заборона будівництва селищ на березі річки під час початку гри, будівництво селищ на золотій копальні приносить додаткові очки.

### Мореплавці

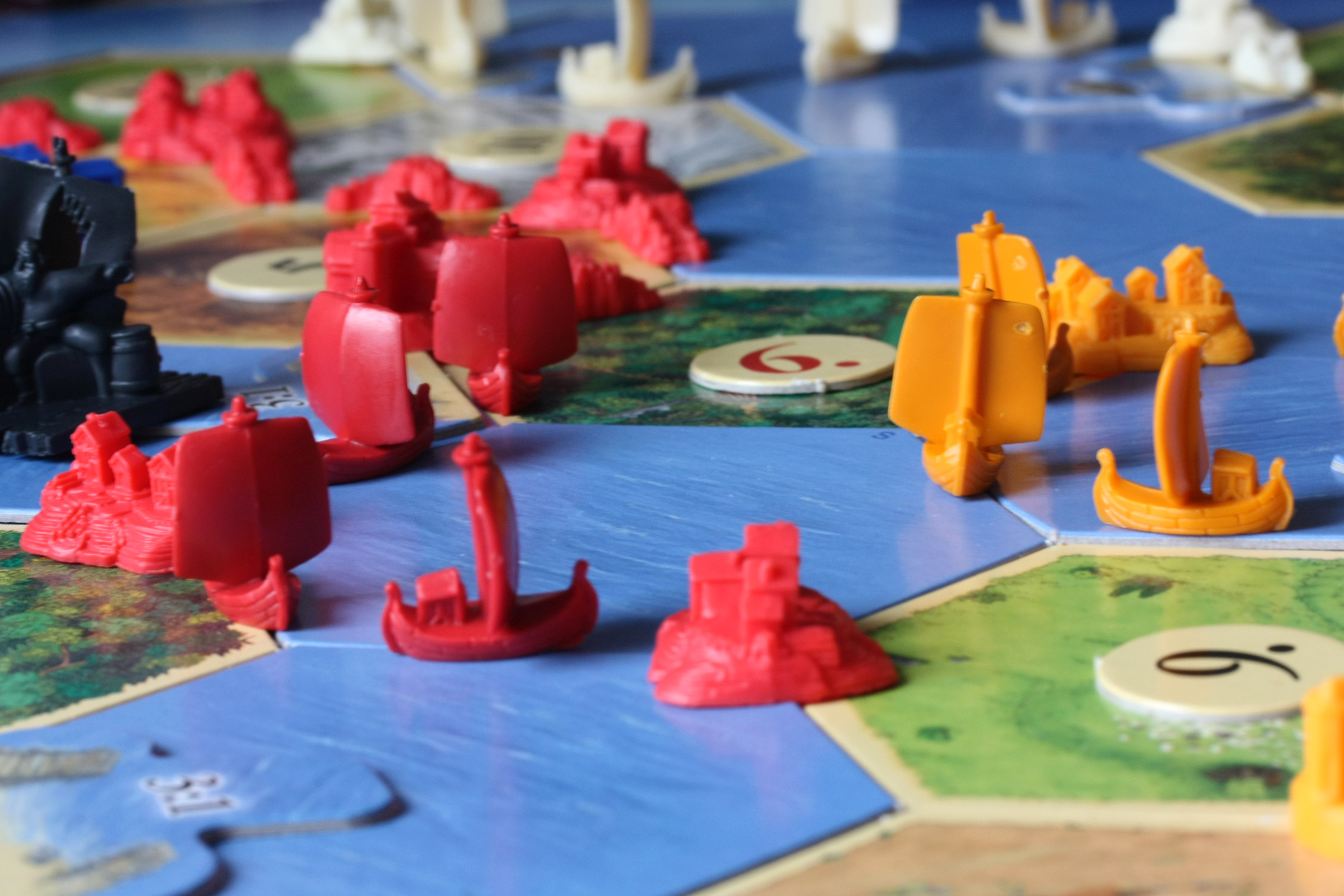
Картки «Море» і фішки «Кораблів»

Це розширення додає до ориґінальної гри можливість грати на островах і архіпелагах довільної конфігурації.
Для цього в комплект включені:
- додаткові картки «Суша» і «Море»;
- фішки «Корабель» — кораблі грають ту ж роль, що і дороги, але можуть бути побудовані на кордон картки «Море», таким чином, на березі острова можна мати або дорогу, або корабель. Вартість спорудження одного корабля = «Дерево» + «Шерсть»;

Увага: дорогу можна продовжити кораблем, і навпаки. У той же час, при підрахунку довжини дороги (для з'ясування найдовшою) можна одночасно враховувати сеґменти доріг і кораблів, пов'язані один з одним через селища або міста.
Увага: відмінність корабля від дороги полягає в більшій гнучкості першого. Дійсно, одного разу побудована дорога не може бути зрушена на інше місце, у випадку з кораблем це не так. Під час фази будівництва гравець має право зняти будь-який з своїх кораблів (максимум один за хід) і переставити його під час цього ж ходу, дотримуючись ті ж правила, як якщо б він купував і будував цей корабель.
- фішка «Пірат» — грає роль, схожу з роллю «Розбійника». Після викидання 7 (або гри картки розвитку «Лицар») гравець може переставити або розбійника, або пірата на нову клітку . Пірат при цьому ставиться на клітку «Море», дозволяє витягнути картку ресурсу у гравця, чий корабель знаходиться на даній клітині і блокує розвиток морських шляхів цієї клітини (тобто, поки пірат знаходиться на цій клітці, неможливо ні будувати нові кораблі на ній, ні переміщати з неї вже існуючі);

У комплект гри входить також буклет з пропонованими сценаріями гри:
- Існують сценарії у вигляді заздалегідь заготовлених карт архіпелагів.
- Існують також сценарії у вигляді правил для розкладання карток при формуванні нового ігрового поля.
- Існують сценарії, де карта світу невідома гравцям на початку гри, а формується в міру просування їх кораблів: по досягненні кораблем порожнього місця на (заздалегідь обмеженому) ігровому столі тягнеться картка з перемішаних карток «Суша» і «Море». Якщо випадає «Суша», аналогічно тягнеться жетон з цифрою, а відкрив сушу гравцеві вручається картка відповідного ресурсу.
- У деяких сценаріях вручаються додаткові переможні очки за заселення нового острова архіпелагу (варіанти: за перше заселення острова, за заселення острова, на якому не було поставлено початкових поселень цього гравця).
- У деяких сценаріях присутній новий тип суші — «Золота річка». Кожен раз, коли золота ріка приносить ресурс, гравець може вибрати один з п'яти ресурсів базової версії.

### Міста і лицарі
Доповнення, котре значно змінило правила ориґінальної гри, було випущено 1998 року. У гру вводяться інші карти розвитку, старі вилучаються. Також вводиться кубик з символами, а один зі старих ігрових кубиків змінюється на червоний. Замінюються карти цін будівництва на нові, що відображають оновлені вимоги. Вилучається призова карта «Найбільше військо», оскільки в нових картах розвитку немає карти «Лицар». Кількість переможних очок збільшується до 13. Доповнення сумісне з доповненням «Мореплавці».

### Купці і варвари
У 2006 році Клаус Тойбер улаштував опитування в співтоваристві з приводу їхніх улюблених ігор в Катан. Найчастішим виявився відповідь «Варіанти основної гри». Зібравши всі замальовки, які зберігалися в ящику столу більше десяти років, Клаус разом з однодумцями створив новий ігровий комплект. Він складається з восьми сценаріїв, які не тільки повністю відповідають темі «Варіанти основної гри», але і дають можливість адаптувати гру під бажання гравців. По суті своїй дане доповнення є набором сценаріїв, сумісних з доповненням «Мореплавці». Так як додаток вносить нові ігрові фіґури — сумісність з «Містами й лицарями» лише часткова.

## Незалежні гри серії «Катан»
- Карткова гра «Поселенці Катана[4]»: У картковій грі Катан (Catan) кожен гравець контролює князівство Катан, що складається з двох поселень, дороги між ними та шести регіонів біля поселень, кожен з яких представлений картами. Протягом гри гравці прагнуть розширити свої князівства, отримуючи переможні очки за певні особливості. Пізніше до гри було випущено розширення[5] .
- Поселенці Катана на кубиках The Settlers of Catan Dice Game схожі з покером на кістках
- Поселенці Катана Юніор The Settlers of Catan Junior спрощений варіант гри для дітей від 6-ти років

Catan Adventures:
- Кандамір. Поселенці Candamir: The First Settlers 2004)[6]
- Еласунд. Перший Місто (нім. Elasund: Die erste Stadt 2006 рік)
- Germany

Catan in Space:
- The Starfarers of Catan
- Starship Catan
- The Settlers of Canaan ("Поселенці Ханаана ", включає деталі з Старого Завіту)
- The Settlers of Zarahemla (Книга Мормона)

«Завоювання Римської імперії» (англ. Catan Histories: Struggle for Rome — гра на 3-4 гравців, видана в 2006 році.
Дія відбувається під час розпаду Римської імперії, гравці уособлюють собою варварські племена, захоплюючі імперію. Гра має досить віддалене відношення до «Катанських поселенців». Схожість виключно зовнішні: форма карток «Суші», деякі ресурси. За змістом гра більше нагадує " Ризик " і пов'язані з ним гри.
З випуском цієї гри був створений бренд Catan Histories, що включив видану в 2002 році гру Settlers of the Stone Age (Поселенці кам'яного віку).

## Нагороди
- 1995 Spiel des Jahres — Переможець;
- 1995 Deutscher Spiele Preis — Переможець;
- 1995 Essen Feather — Переможець;
- 1995 Meeples Choice Award — Переможець;
- 1996 Origins Award — Переможець в номінації Best Fantasy or Science Fiction Board Game;
- 2004 чеська премія Hra Roku — переможець в номінації «Гра року»[7] ;
- 2005 Games 100 — Зал Слави;
- 2018 чат «Ігромаг» — найбільш спірна гра;

## Цікаві факти
- У 11 і 13 серії 5 сезону серіалу «Теорія Великого Вибуху» Шелдон, Радж і Говард грають в цю гру.
- У німецькому серіалі «Турецький для початківців» герої грають в цю гру.